# Эль-Файюм
Эль-Файю́м (араб. الفيوم‎, копт. Ⲫⲓⲟⲙ) — административный центр одноимённой мухафазы в Среднем Египте, расположен в оазисе Эль-Файюм и окружён со всех сторон Ливийской пустыней. С Нилом город связан каналом Юсуф. Население — 306 393 жителя (2005). Основанный в 4000 г. до н. э. этот город — самый древний в Египте и один из самых старых древних городов мира. Местность известна преимущественно благодаря обнаруженным некогда в здешних краях Фаюмским портретам.
Современное название города происходит от коптского payom, что переводится «озеро» или «море», пришедшее из ранней формы pA y-m с тем же значением, относящимся к Меридову озеру.

## История
В Древнем Египте Эль-Файюм был административным центром 21 нома Верхнего Египта. Фараоны XII династии часто останавливались в Эль-Файюме, который назывался тогда Шедет, то есть «море». Об этом свидетельствуют раскопанные Флиндерсом Питри остатки храмов и мастаб. В более поздние времена Шедет был известен как Город гадов, или Крокодилополь, покровителем которого был бог Себек с головой крокодила. Курганы к северу от нынешнего города отмечают расположение древнего Крокодилополя, где жители в водах Меридова озера разводили крокодилов и поклонялись им. Это озеро было искусственно вырыто ок. 3900 лет назад, в качестве резервуара, наполняемого Нилом. В додинастическую эпоху современная территория Эль-Файюма была заболочена. В правление Аменемхета II и Сенусерта II площадь была осушена каналами и дамбами для возделывания почвы.
Птолемей II Филадельф (309—246 гг. до н. э.) дал городу и всему ному новое благозвучное название в честь своей обожествляемой супруги Арсинои (316—270/268 гг до н. э.). Находясь под протекторатом Рима, город стал частью провинции Аркадия, и его называли Арсиноя в Аркадии, чтобы не путать с другими городами.
Здесь находился описанный Геродотом и Страбоном знаменитый Лабиринт, который связывают с именем фараона Аменемхета III из XII династии. В Хаваре он выстроил для себя вторую пирамиду, к которой, якобы, вёл лабиринт. В нём было согласно Геродоту 3000 комнат, по Страбону — 1500.
С восточной стороны оазиса находится Эль-Лахун, на месте раскопок которого был обнаружен древний некрополь Среднего Царства и пирамида Сенусерта II.
С приходом Христианства город стал религиозным центром оксиринхской церкви. Сегодня католическая церковь не причисляет город к территории своего влияния.

## Современный город

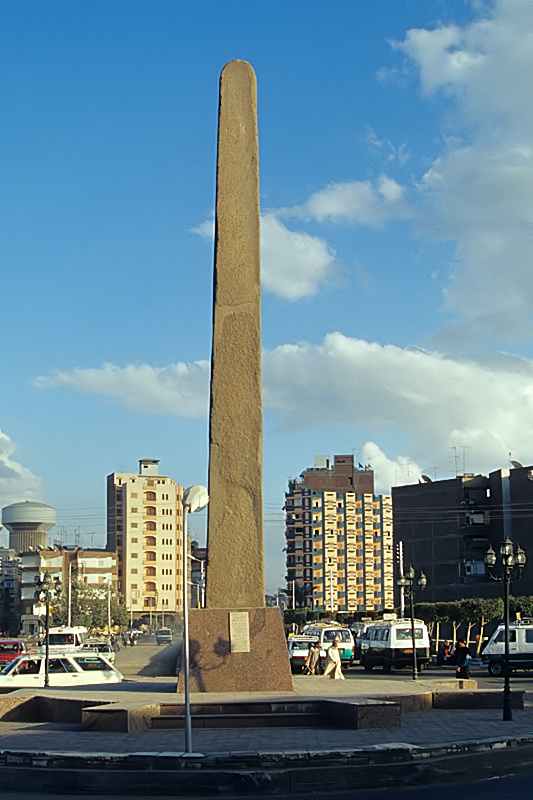
Древний обелиск в Эль-Файюме

В Эль-Файюме есть несколько больших базаров, мечетей, бань и популярный будничный рынок. Вдоль канала Юсуф, протекающего через город, выстроились жилые дома. Через реку переброшены два моста: один трёх-арочный соединяет главную улицу с базаром; другой двух-арочный, над которым возвышается мечеть султана Кайтбея — подарок его супруги, как мамлюкскому правителю в Эль-Файюме. В центре города над каналом работают четыре водяных колеса, которые стали национальным символом провинции Эль-Файюм.
На обширных территориях культивируются кукуруза, хлопок, лён, рис, сахарный тростник, инжир, финики, оливки, виноград, гранат. Также здесь в больших количествах выращивают розы, потому здесь сконцентрировано производство розового масла .
Самая высокая температура в 46 °C была зарегистрирована 13 июня 1965 года; самая низкая 2 °C — 8 января 1966 года.

## Основные достопримечательности
- Парящая мечеть, выстроенная в период османского владычества в Египте.
- Хавара — древний некрополь в 27 км от города.
- Эль-Лахун — пирамиды в 4 км от города.
- Мечеть Кайтбея находится в городе, была построена по приказу супруги мамлюка Кайтбея.
- Вади-эль-Райан — природный заповедник с крупнейшими в Египте водопадами в 50 км от города.
- Вади-аль-Хитан или «Долина китов» — палеонтологические находки окаменелостей китов в окрестностях города, включённые в список Всемирного наследия ЮНЕСКО.

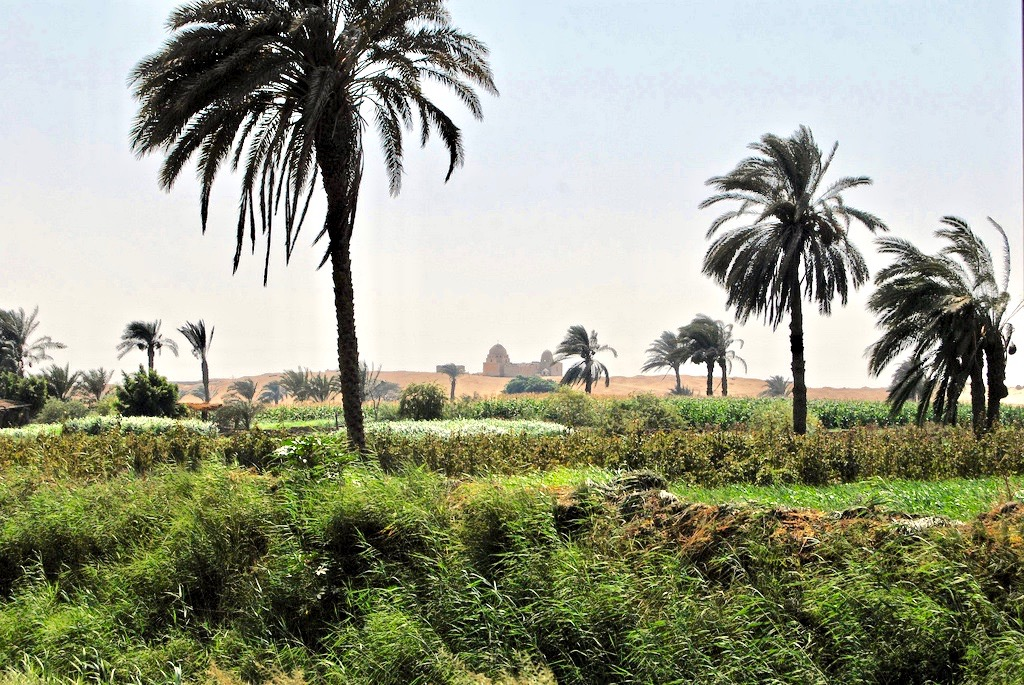
Эль-Файюм (оазис)
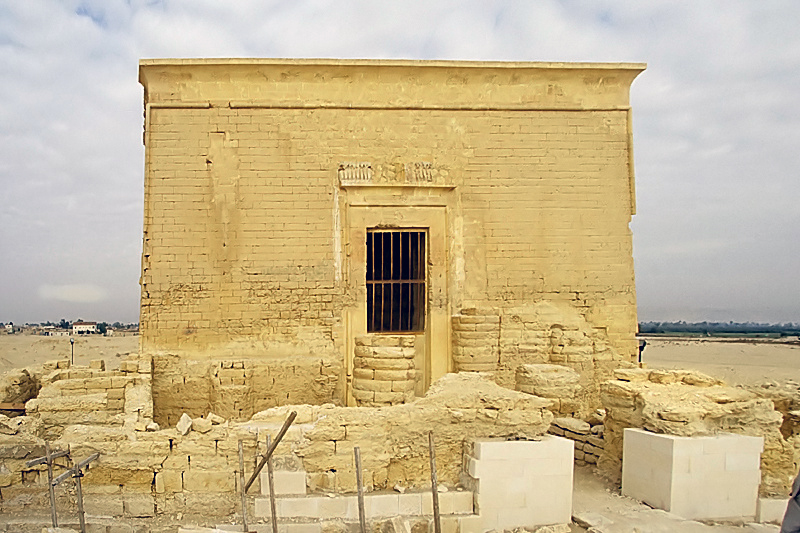
Фасад храма Себека-Ра
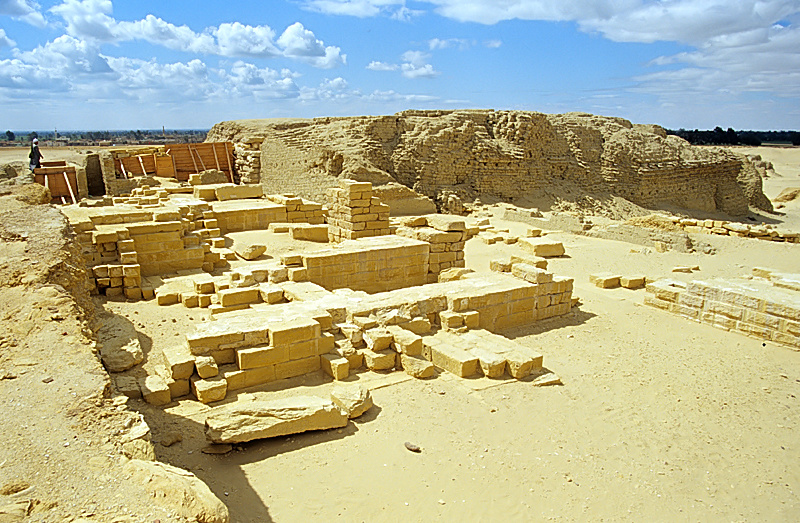
Каменный храм Soknobkonneus, Umm el-Athl

## Родившиеся в городе
- Тефта Ташко Кочо (Tefta Tashko-Koço) — известная албанская певица 1930-х годов родилась в Файюме.
- Саадия Гаон — крупнейший галахический авторитет эпохи гаонов, основоположник раввинистической литературы и еврейской рационалистической философии, языковед и поэт. Родился в Файюме и нередко именовался с приставкой эль-Файюми.
- Себек — египетский бог-крокодил.

## Галерея

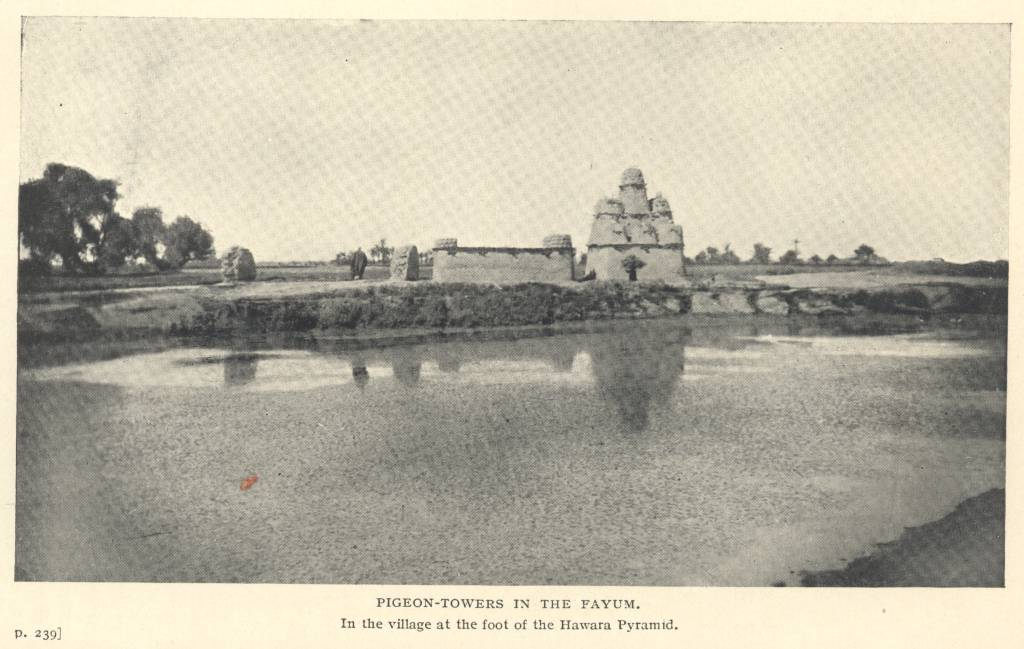
Голубиные башни на берегу Нила (1911)
Скелет кита лежит в песке у Вади-аль-Хитан (араб. وادي الحيتان‎, «Долина китов») около города Файюм
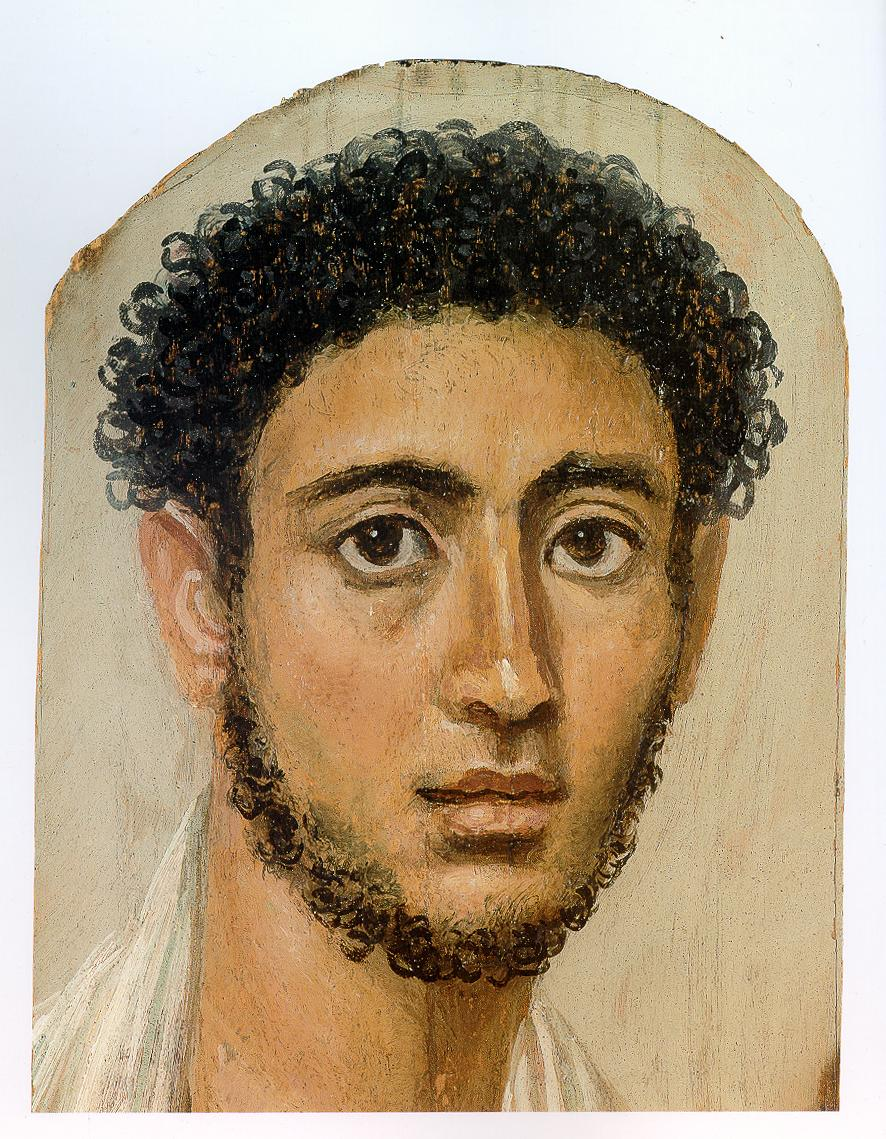
Портрет мужчины, около 125–150 н. э. Энкаустика на дереве